# عمر چاپرا
محمد عمر چپرا (چاپرا) (متولد ۱ فوریه ۱۹۳۳) اقتصاددان مسلمان پاکستانی-سعودی است. او از نوامبر ۱۹۹۹ (آبان ۱۳۷۸)، به‌عنوان مشاور در مؤسسه پژوهش و آموزش اسلامی (IRTI) وابسته به بانک توسعه اسلامی (IDB) در جده، عربستان سعودی فعالیت می‌کند. پیش از این، او نزدیک به ۳۵ سال در آژانس پولی عربستان سعودی (اکنون بانک مرکزی عربستان) (SAMA) در ریاض به‌عنوان مشار اقتصادی و سپس مشاور ارشد اقتصادی مشغول به کار بوده است. او عضو انجمن اقتصادی سلطنتی (لندن)، انجمن اقتصادی آمریکا، انجمن اقتصادی عربستان سعودی و انجمن اقتصادی اسلامی است. او همچنین عضو هیئت تحریریه تعدادی از مجلات معتبر بین المللی اقتصاد است.

## زندگی شخصی
چپرا در بمبئی، هند (بریتانیا) متولد شد و در کراچی، مرکز ایالت سند پاکستان رشد یافت. او در سال ۱۹۵۰ (۱۳۲۹خ) تحصیلات دوره کارشناسی خود را در دانشگاه ایالت سند به پایان رساند و سپس در سال‌های ۱۹۵۴ و ۱۹۵۶ (۱۳۳۳ و ۱۳۳۵خ) به ترتیب مدرک کارشناسی و کارشناسی ارشد بازرگانی را از دانشگاه کراچی دریافت کرد. پس از آن، به ایالات متحده مهاجرت کرد و در ۱۹۶۱ (۱۳۴۰)دکترای اقتصاد و جامعه شناسی از دانشگاه مینه‌سوتا گرفت. عمر به مدت ۶ سال به‌عنوان استاد در دانشگاه‌های ویسکانسین و کنتاکی فعالیت داشت.
در ۱۹۶۵ (۱۳۴۴خ)، در دوره‌ای که تقاضا برای مهاجران ماهر پاکستانی بالا بود، محمدعمر پس از دریافت پیشنهاد مشاور اقتصادی به عربستان سعودی رفت و در آژانس پولی عربستان سعودی مشغول شد. او در دوران سلطنت فیصل زیر نظر شیخ محمد ابوالخیل، وزیر دارایی کار می‌کرد و نقش مهمی در ایجاد نظام بانکی عربستان و تدوین سیاستهای اقتصادی و پولی آنجا در چند دهه داشت.  چپرا در ۱۹۹۰(۱۳۷۹خ) برنده جایزه سلطنتی ملک فیصل در مطالعات اسلامی و اقتصادی شد. او هم‌چنین به دلیل خدماتش به این کشور تابعیت عربستان را دریافت کرد.  
در ۱۹۹۵ (۱۳۷۴خ) به پاس خدمات چپرا در حوزه اقتصاد، از سوی فاروق لغاری، رییس‌جمهور وقت پاکستان، مدال بنیاد پاکستانی‌های مقیم خارج (Overseas Pakistanis Foundation) را دریافت کرد.
چپرا با خیرالنساء جمال موندیا ازدواج کرد و چهار فرزند دارد.   

## گزیده سخنان
۱. 
«نظام اقتصادی اسلام صرفاً مجموعه‌ای از قواعد مکانیکی نیست، بلکه چارچوبی ارزش‌محور است که به دنبال هماهنگ کردن نیازهای مادی و معنوی است و بر توحید (وحدت خدا)، خلافت (ولایت انسانی) و عدل (عدالت) به‌عنوان اصول راهنما برای تضمین توزیع عادلانه و پاسخگویی تأکید می‌کند.»— عمر چپرا، Chapra, M. U. (1992). Islam and the Economic Challenge. International Institute of Islamic Thought. (p. 45)
۲. 
فساد در جوامعی که محدودیت های اخلاقی ضعیف است و نهادها فاقد شفافیت است، رشد می کند. تأکید اسلام بر «حسبه» (حساب‌رسی عمومی) و شورا (حکومت مشورتی) طرحی برای مهار سوء استفاده از قدرت فراهم می‌کند. بدون لنگرهای اخلاقی، حتی بهترین سیاست ها شکست می خورند.— Chapra, M. U. (2000). The Future of Economics: An Islamic Perspective. Islamic Foundation. (Chapter 4: "Ethics and Governance")
۴. 
نهاد اسلامی زکات (صدقه واجب) خیریه نیست، بلکه حق فقرا است. این نهاد بازتوزیع را برای گسستن زنجیرهای فقر نهادینه می‌کند و فرهنگی را پرورش می‌دهد که در آن ثروت امانت باشد نه ابزار سلطه.»— Chapra, M. U. (2008). Muslim Civilization: The Causes of Decline and the Need for Reform. Islamic Foundation. (p. 89)
۵. 
"وسواس مدرن به مادی گرایی، اقتصاد را از اخلاق جدا کرده است، و منجر به تخریب محیط زیست، نابرابری، و فساد شده است. اقتصاد اسلامی خواستار تعادل (میزان) است که در آن رفاه در خدمت انسان است، نه (در خدمت) طمع بی‌بندوبار."— Chapra, M. U. (2016). Morality and Justice in Islamic Economics and Finance. Edward Elgar Publishing. (p. 27)
۶. 
"یک دولت اسلامی باید به عنوان یک مراقب (سگ نگهبان) عمل کند تا اطمینان حاصل شود که بازارها به طور اخلاقی عمل می کنند. نمی تواند منفعل بماند؛ باید مقاصد الشریعه (اهداف عالی شریعت اسلامی) را برای محافظت از آسیب پذیرها و اجرای عدالت اجرا کند."— Chapra, M. U. (2004). The Islamic Vision of Development in the Light of Maqasid al-Shari’ah. Islamic Research and Training Institute. (p. 15)
۷. 
عدالت اجتماعی-اقتصادی، یکی از ضروری ترین ویژگی های یک جامعه ایده آل مسلمان، لازمه سبک زندگی است. 
برای برقراری عدالت و رفع استثمار در معاملات تجاری، اسلام می‌خواهد همه منابع نامشروع تولید ثروت ممنوع شود.— M. Umer Chapra, «Socio-Economic Justice and the Muslim World» (2008), Policy Perspectives, Vol. 5, No. 1 (January - June 2008), pp. 47-67 (21 pages)

## جوایز
1. جایزه بانک توسعه اسلامی برای اقتصاد اسلامی (1989).[نیازمند منبع]
2. جایزه معتبر بین المللی ملک فیصل برای مطالعات اسلامی (1989). [۶]
3. مدال طلای IOP (بنیاد پاکستانی های خارج از کشور) توسط رئیس جمهور پاکستان برای خدمات به اسلام و اقتصاد اسلامی در اولین کنوانسیون IOP در اسلام آباد (1995).[نیازمند منبع]
4. جایزه آکادمیک سی‌امین سالگرد COMCEC توسط رئیس‌جمهور ترکیه «برای مطالعات آکادمیک برجسته‌اش در اقتصاد و مالی اسلامی» در استانبول (2014).[نیازمند منبع]
5. رتبه بندی ISLAMICA 500 در میان 50 رهبر برتر جهانی که اقتصاد اسلامی را در سال 2015 تشکیل می دهند.[نیازمند منبع]

## آثار
چپرا به طور گسترده در زمینه اقتصاد و مالیه اسلامی تألیف کرده است. او حدود ۱۵ کتاب و تک نگاری و بیش از ۹۰ مقاله و نقد کتاب منتشر کرد. یکی از کارهای پیشگامانه او کتاب «Towards a Just Monetary System: به سوی یک سیستم پولی عادلانه» در ۱۹۸۵ (۱۳۶۴خ) است. پروفسور ویلسون از دانشگاه دورهام با بررسی آن کتاب در بولتن انجمن بریتانیایی برای مطالعات خاورمیانه، آن را به عنوان «روشن‌ترین ارائه نظریه پولی اسلام» توصیف کرد. کتاب های چاپرا به بسیاری از زبان ها ترجمه شده و در دانشگاه های سراسر جهان تدریس می شود. او سخنرانی های دعوت شده متعددی ارائه کرد و در صدها کنفرانس در سراسر جهان شرکت کرد. آثار زیر از برجسته‌ترین کتاب‌های او به شمار می‌روند:
1. Towards a Just Monetary System, 2007[۹]
2. Islam and the Economic Challenge, 2016[۱۰]
3. The Future of Economics: An Islamic Perspective, 2000[۱۱]
4. The Islamic Vision of Development in the Light of Maqasid Al-Shari'ah, 2008[۱۲]
5. Muslim Civilization: The Causes of Decline and the Need for Reform, 2010[۱۳]
6. Morality and Justice in Islamic Economics and Finance, 2014[۱۴]

## ترجمه به فارسی
1. آینده علم اقتصاد: چشم‌اندازی اسلامی، مترجم: احمد شعبانی، تهران، انتشارات دانشگاه امام صادق، ۱۳۸۵. [۱۵]
2. اسلام و چالش اقتصادی، مترجمان:احمدعلی یوسفی،علی‌اصغر هادوی‌نیا،ناصر جهانیان و سیدحسین میرمعزی، قم، پژوهشگاه فرهنگ و اندیشه اسلامی، ۱۳۸۴.[۱۶]
3. حاکمیت شرکتی در موسسات مالی اسلامی، به‌همراه حبیب احمد، مترجم: حسین میثمی، تهران، سازمان بورس اوراق بهادار و انتشارات دانشگاه امام صادق، ۱۳۸۹.[۱۷]
4. اسلام و توسعه اقتصادی: راهبردی برای توسعه همراه با عدالت و ثبات، مترجم: محمدنقی نظرپور و اسحاق علوی، قم، انتشارات دانشگاه مفید، ۱۳۸۲.[۱۸]
5. تمدن مسلمانان: دلایل انحطاط و نیاز برای اصلاح، مترجم: سیدسعید جیواد، ارومیه، دانشگاه علوم پزشکی ارومیه و انتشارات شاهد و ایثارگران، ۱۳۹۱.[۱۹]
6. «اقتصاد نوین جهانی و اندیشه اقتصادی در اسلام»، مترجم: اسحاق علوی، نشریه «نامه مفید»، ۱۳۸۱، شماره ۳۱، قم، دانشگاه مفید.[۲۰]